# شفاء الآفات حول الذروية
التهاب دواعم السن الذروي، هو ردة فعل الجسم الدفاعية تجاه خطر الاجتياح البكتيري القادم من القناة الجذرية. تعد خلية الدم البيضاء مفصصة النواة، والتي تُعرف بالخلية المتعادلة، من الأعضاء البارزة في الخطوط الدفاعية للجسم المضيف. تتلخص وظيفة الخلية المتعادلة في إيجاد وتدمير الميكروبات المتطفلة داخل الجسم -في أي مكان في الجسم- وتمثل السمة المميزة للالتهاب الحاد.

## ردة فعل الجسم تجاه الاجتياح الميكروبي
تترك الخلايا المتعادلة جهاز الدوران بأعداد كبيرة وتتجمع بعدها في موقع النسيج المصاب. تنجذب هذه الخلايا إلى موقع الإصابة بفعل عملية الانجذاب الكيميائي، متبعةً ممالًا لتركيز الجزيئات الكيميائية الجاذبة حتى وصولها لموقع التركيز الأعظم، وهو موقع الإصابة وتواجد الميكروبات. وعند وصولها إلى المكان المطلوب، يعمل التأثير المضاد للميكروبات الموجود في كل من الأكسيد الفائق وبيروكسيد الهيدروجين على محاربة الاجتياح الميكروبي، إذ تنتج هذه المواد الكيميائية من العمليات الأيضية للخلايا المتعادلة. تحتشد الخلايا المتعادلة في موقع الإصابة لقتل الميكروبات بالدرجة الأساس، إلا أنها تتسبب بضرر بالغ لأنسجة الجسم المستضيف أيضًا. على الرغم من عدم بقاء الخلايا المتعادلة على قيد الحياة لمدة طويلة، فإن التكدس المفرط للخلايا المتعادلة الميتة في مكان الإصابة وتحريرها لمجموعة من الإنزيمات المُحللة هو السبب الرئيسي في تفكك الأنسجة في المراحل الحادة من التهاب دواعم السن الذروي.
تدخل الخلايا البلعمية بعد بداية الالتهاب بفترة وجيزة، وفي حالة عدم السيطرة على الاجتياح الميكروبي بواسطة الهجوم الأولي للخلايا المتعادلة، فإنه سيواجه هجمة ثانية من قبل خلايا الدم البيضاء هذه، مدعمةً بالخلايا اللمفاوية. تُشكل هاتان الخليتان معظم آفة التهاب دواعم السن الذروي وتلعب دورًا هامًا في المرحلة المزمنة من التهاب دواعم السن الذروي؛ إذ يُمكن لها العيش لأشهرٍ عديدة. يفترض بعض الباحثين عدم اشتراك الخلايا البلعمية في هذه المرحلة من الالتهاب، وذلك لأنها غير قادرة على التمييز بين الكيانات المُعدة للبلعمة، بالإضافة إلى أن الخواص المنسوبة للخلايا البلعمية في المرحلة الأولية للاستجابة الالتهابية عائدة في الحقيقة للخلايا اللمفاوية المعروفة بالخلايا التغصنية. ليس من الواضح فيما إذا كانت الخلايا التغصنية منحدرة من فئة مستقلة من الخلايا أو أنها سلالة متخصصة من الخلية البلعمية.
عند حصول عدوى مماثلة ولكن في منطقة أخرى من الجسم، يستطيع الجهاز المناعي، والذي ينتقل في داخل الجسم من خلال جهاز الدوران، من الوصول إلى مكان العدوى ومحاربتها بشكل ملائم. يُحاط لب السن، وهو من الأنسجة الغنية بالأعصاب والأوعية الدموية، بمجموعة من الأنسجة كنسيج العاج، والتي ليس لها القابلية على التمدد. يُغذى لُب السن بواسطة أوعية دموية انتهائية ويتصل بالدورة الدموية للجسم من خلال الثقبة القمية بواسطة أوعية دموية صغيرة وذات قطر ضيق. تُعيق هذه الصفات الأداء الدفاعي لأنسجة اللُب وتقيد من قدرته على مواجهة الاعتداءات الميكروبية المختلفة التي قد يتعرض لها. بالنتيجة، تتغذى البكتيريا الإمراضية على المواد الغذائية التي يزودها بها النسيج النخري الموجود في داخل الحجرة اللبية والأقنية مساعدًا إياها على النمو وتكوين آفة حول ذروية. يشكل السن المصاب بالعدوى مكانًا مثاليًا لتكاثر ونمو البكتيريا من الناحيتين الفسيولوجية والبيوكيميائية، ويعمل هذا السن بمثابة مأوى تنطلق منه التعزيزات البكتيرية لتدعيم الآفة حول الذروية. يُعتبر هذا المفهوم أساسًا للعلاج اللُبي التقليدي؛ إذ أن الإجراءات الإنضارية الكيميائية والميكانكية مهمة جدًا في تعطيل وإزالة النظام البيئي البكتيري المُسبب للمرض. لذا فعند إزالة اللب ومعالجة القناة وحشوها بطريقة مشابهة أو متلائمة مع رد الفعل الفسيولوجي، فيمكن لنا توقع نجاح نسبة مُرضية من العمليات اللبية.

## طفرة في علم الجراثيم
ويلوبي دايتون ميلر، والذي يُعتبر أحد رواد علم ميكروبات الفم، هو أول من ربط حصول الداء اللُبي مع وجود البكتيريا وذلك في عام 1890. أُكد هذا من قبل كاكيهاشي، والذي أثبت من خلال إجرائه لدراسات على نماذج حية أن السبب في حصول أمراض اللُب وما حول الجذر هو البكتيريا؛ إذ تم كشف لُب الأسنان في كل من الفئران الطبيعية والفئران الخالية من الجراثيم، لم تُظهر أفواه الفئران الخالية من الجراثيم أي تغير باثولوجي، في حين أدى تعرض لُب الأسنان المكشوف في الفئران الطبيعية للنبيت الجرثومي الفموي الطبيعي إلى نخر لُبي وتكوين آفة حول جذرية. تماثلت الفئران الخالية من الجراثيم إلى الشفاء بغض النظر عن شدة الكشف اللبي، مما يشير إلى أن وجود البكتيريا من عدمها هو العامل المحدد لحصول الأمراض اللبية وحول الذروية.
بالإضافة لهذا كله، وُجد أن عدوى لُب السن ناتجة عن ميكروبات متعددة. في الواقع، تتطابق أنواع البكتيريا المسببة لعدوى لب السن مع البكتيريا المسببة لالتهاب دواعم السن. وقد أظهرت الدراسات أن بعض أنواع الإنزيمات التي تُصدرها البكتيريا ضارة جدًا بالجسم المضيف، ويُمكن لها أن تزيد من القابلية التدميرية للإنزيمات المُحررة من قبل الخلايا المتعادلة الميتة. أظهرت الأبحاث الحديثة وجود جينٍ لإنزيم كولاجيناز، والمسؤول عن تكسير الروابط الببتيدية للكولاجين، في لطخةٍ لبكتيريا وحيدات الخلية البورفيرينية اللثوية، والتي تعد أحد أنواع البكتيريا المُسببة للعدوى اللبية والتي تشترك أيضًا في حصول التهابات دواعم السن. أثبت وجود ارتباطٍ إيجابي بين عدد البكتيريا في القناة الجذرية الملتهبة وحجم الكثافة الإشعاعية حول الجذرية الناتجة في صورة الأشعة السينية.
يجب على الطبيب المعالج، عند محاولته لعلاج آفة حول ذروية ذات أصل لُبي، أن يكون على دراية كاملة بهذه القواعد الأساسية للتمكن من مقارعة العدوى بشكل فعال. لا يمكن معالجة العدوى اللبية والحول ذروية بشكل مناسب دون مراعاة أسباب حصولها؛ إذ يتطلب التدبير العلاجي الفعال للمريض تشخيصًا صحيحًا وإزالة سبب العدوى القادم من اللب، وذلك للتخلص من الآفة حول الذروية المرافقة له. تُسبق الآفة حول الذروية بآفة لبية في معظم الأحيان، لذا سيؤدي الإنضار الكيميائي والميكانيكي للأقنية الجذرية الملتهبة وشق ونزح الانتفاخات حول الجذرية المرافقة إلى تحسن سريع وملحوظ في علامات وأعراض المريض. يُمكن الحصول على نتائج مماثلة من خلال قلع السن المُصاب بالعدوى.

## مصدر العدوى
على الرغم من حصول التغيرات حول الذروية كاستجابة لتغيرات لُبية في أغلب الأحيان، فإنه من المهم معرفة مسار المرض بشكل متسلسل. في حالة كان المرض لُبي المصدر، فسيُفرغ النخر وغيره من نتاجات العدوى من خلال الثقبة القمية ومن خلال قناة ثانوية، والتي يُمكن أن تظهر باستخدام الأشعة السينية على شكل إسفاف إشعاعي حول جذري أو مُنفرقي. يُمكن أن يؤدي هذا إلى إصابة أفرُقية من خلال فقدان المُرتكز الإكلينيكي والعظم السِنخي. يُمكن لفحص سريري خاطف وتحليل لصورة الأشعة السينية أن يضع الطبيب المعالج على المسار الصحيح لعلاج الآفة بالشكل المناسب. قد تُغفل العدوى اللبية في بعض الأحيان وخاصة في حالة عدم توليد السن لأي أعراض. بشكل مماثل، يُمكن لخرّاج دواعم السن أن يظهر وكأنه لُبي المنشأ، ولكنه ليس كذلك في الواقع. وبغض النظر عن النسيج الأصل، عند تقرير الطبيب المعالج لوجود مرض لُبي مرافق لالتهاب دواعم السن، يجب عليه السيطرة على العدوى اللبية قبل البدء بالتدابير العلاجية الخاصة بالتهاب دواعم السن، وخاصة في حالة تقريره القيام بإجراءات تعويضية أو استخدام تقنيات التطعيم العظمي.